# Schwefelgraszirpe
Die Schwefelgraszirpe (Elymana sulphurella)  ist eine Zwergzikade aus der Unterfamilie der Zirpen (Deltocephalinae).

## Merkmale
Die Schwefelgraszirpe hat eine Länge von 4,5–5,5 mm. Die mittelgroßen Zikaden sind überwiegend gelb-grün gefärbt. Die Vorderflügel weisen transparente Zellen und gelbe Flügeladern auf. Ein wichtiges Bestimmungsmerkmal der Zikadenart ist die schwarz gefärbte Grube an der Basis der Fühler.

## Ähnliche Arten
Elymana kozhevnikovi sieht der Schwefelgraszirpe sehr ähnlich und kann gewöhnlich nur durch eine Untersuchung der männlichen Genitalien unterschieden werden.

## Vorkommen
Die Art kam ursprünglich nur in der westlichen Paläarktis vor. Dort reicht ihr Verbreitungsgebiet über weite Teile Europas sowie über Nordafrika und den Nahen Osten. In Nordamerika wurde die Art offenbar eingeschleppt. Die ähnliche Zikadenart Elymana kozhevnikovi kommt im Gegensatz zur Schwefelgraszirpe in Europa nur im östlichen Teil vor und fehlt zudem im Mittelmeerraum.

## Lebensweise
Den Lebensraum der Zikadenart bilden meist Trockenrasen-Biotope sowie feuchtes bis trockenes Grünland mit höherwüchsigen Gräsern. Zu den Futterpflanzen der Schwefelgraszirpe gehören verschiedene Süßgräser (Poaceae). Die adulten Zikaden beobachtet man gewöhnlich von Ende Juni bis Mitte Oktober. Die Art bildet eine Generation pro Jahr aus und überwintert als Ei.

## Taxonomie
In der Literatur finden sich folgende Synonyme:
- Cicada sulphurella Zetterstedt, 1828
- Cicada virescens Fabricius, 1794
- Thamnotettix combibus Matsumura, 1906
- Thamnotettix excisus Haupt, 1917